# Georg Rudolf Boehmer
Georg Rudolf Boehmer (Legnica, 11 de outubro de 1723 – Wittenberg, 4 de abril de 1803) foi um médico e botânico polaco-alemão.
Estudou na Universidade de Leipzig; e foi  professor de botânica e anatomia em  Wittenberg. Foi discípulo de Christian Gottlieb Ludwig (1709 - 1773).

## Obras
- Bibliotheca scriptorum historiae naturalis, oeconomiae aliarumque artium ac scientiarum, Leipzig, 1785 e anos seguintes, totalizando 9 volumes.
- Histoire technique des plantes qui sont employées dans les métiers, les arts et les manufactures (em alemão), 1794.
- Lexicon rei herbariae
- Systematisch-literarische Handbuch der Naturgeschichte, Ökonomie und anderer damit verwandter Wissenschaften und Künste

## Homenagens
Foi honrado com os nomes dos gêneros  Boehmeria família das Urticaceae, e Boehmeriopsis família das Moraceae.